# ФК ОФИ Крит
ФК ОФИ Крит (грч. ΠΑΕ Όμιλος Φιλάθλων Ηρακλείου 1925) је грчки фудбалски клуб са острва Крит, који се тренутно такмичи у Суперлиги Грчке.
Део је спортског друштва ОФИ. Клуб је основан 1925. године. Изван Грчке, клуб је генерално познат као ОФИ Крит, међутим, „Крит” заправо није део званичног имена клуба. Тим се такмичи у Суперлиги Грчке, највишем рангу такмичења грчких фудбалских лига. Игра на стадиону Теодорос Вардиногијанис капацитета око 9.000 места у Ираклиону.
ОФИ је клуб са Крита који има највише наступа у првој лиги Грчке. Освојио је један Куп Грчке (1986/87) и један Балкански куп за клубове, док су се седам пута такмичили у УЕФА клупским такмичењима. Највећи успех им је победа над Атлетиком из Мадрида у другом колу Купа УЕФА 1993/94.

## Успеси
- Суперлига Грчке:
  - Вицешампион (1): 1985/86.
- Куп Грчке:
  - Победник (1): 1986/87.
  - Финалиста (1): 1989/90.
- Балкански куп:
  - Победник (1): 1988/89.

## Такмичење у Европи
| Сезона  | Такмичење            | Коло        | Противник           | Дом. | Гост | Резултат |
| ------- | -------------------- | ----------- | ------------------- | ---- | ---- | -------- |
| 1986/87 | Куп УЕФА             | 1. коло     | Хајдук Сплит        | 1:0  | 0:4  | 1:4      |
| 1987/88 | Куп победника купова | 1. коло     | Витоша Софија       | 3:1  | 0:1  | 3:2      |
|         |                      | 2. коло     | Аталанта            | 1:0  | 0:2  | 1:2      |
| 1993/94 | Куп УЕФА             | 1. коло     | Славија Праг        | 1:0  | 1:1  | 2:1      |
|         |                      | 2. коло     | Атлетико Мадрид     | 2:0  | 0:1  | 2:1      |
|         |                      | 3. коло     | Боависта            | 1:4  | 0:2  | 1:6      |
| 1995/96 | Интертото куп        | група       | Неа Саламина        | 2:1  |      |          |
|         |                      | група       | Бајер Леверкузен    |      | 0:1  |          |
|         |                      | група       | Тервис Парну        | 2:0  |      |          |
|         |                      | група       | Будућност Подгорица |      | 4:3  |          |
|         |                      | 2. рунда    | Бурсаспор           |      | 1:2  | 1:2      |
| 1997/98 | Куп УЕФА             | 2. коло кв. | Рејкјавик           | 3:1  | 0:0  | 3:1      |
|         |                      | 1. коло     | Ференцварош         | 3:0  | 1:2  | 4:2      |
|         |                      | 2. коло     | Оксер               | 3:2  | 1:3  | 4:5      |
| 2000/01 | Куп УЕФА             | 1. коло     | Напредак Крушевац   | 6:0  | 0:0  | 6:0      |
|         |                      | 2. коло     | Славија Праг        | 2:2  | 1:4  | 3:6      |
| 2007/08 | Интертото куп        | 3. коло     | Тобол               | 0:1  | 0:1  | 0:2      |
| 2020/21 | Лига Европе          | 2. коло кв  | Аполон Лимасол      | 0:1  | —    | 0:1      |